# Gallia Club Lunel
Pour les articles homonymes, voir Gallia Club.
Maillots
Actualités
Le Gallia Club Lunel est un club de football français basé à Lunel et fondé en 1916.
Le club lunellois fait partie des tout premiers grands clubs du Languedoc aux côtés des grands FC Sète, SC Nîmois ou Olympique d'Alès. Il participe d'ailleurs durant quatre saisons, entre 1923 et 1927, à la prestigieuse Division d'Honneur du Sud-Est. Cependant, le club ne franchira pas le cap du passage au professionnalisme et va disparaître de la première scène régionale jusqu'en 1957 et son retour dans le groupe Ouest de la Division d'Honneur du Sud-Est. Mais malgré une finale du championnat régional disputée face au Hyères FC en 1960, le club va stagner entre les deux divisions supérieures de la Ligue du Sud-Est avant de replonger en 1972 dans les profondeurs des divisions de district.
Le renouveau du club a lieu au début des années 1990 avec l’accession en 1988 en Division d'Honneur du Languedoc-Roussillon (Régional 1). Le club progresse lentement et obtient en 1999 son billet pour le CFA 2 (National 3) en remportant le titre de champion du Languedoc-Roussillon. Cependant, après sept saisons à ce niveau, le club va connaitre une relégation en 2006, puis une nouvelle en 2008, pour se retrouver en Division d'Honneur Régionale (Régional 2).
Le club renoue avec le Régional 1 après sa promotion lors de la saison 2018-2019. Lors de la saison 2023-2024 le club termine à la 6e place du groupe A.
Le club évolue principalement au stade Fernand Brunel, nommé après un ancien joueur international du club.

## Image et identité
Les couleurs du clubs sont le noir et le blanc, qui sont les couleurs historique du club.

## Palmarès et records
Le Gallia Club Lunel totalise 7 saisons en National 3 (ex-CFA 2).
Le tableau ci-dessous récapitule tous les matchs officiels enregistrés disputés par le club dans les différentes compétitions nationales à l'issue de la saison 2021-2022 :
| Championnats          | Saisons | Titres | J   | G  | N  | P  | Bp  | Bc  | Diff |
| National 3 (ex-CFA 2) | 7       | 0      | 210 | 67 | 57 | 86 | 269 | 285 | -16  |

° dont les 6 saisons de guerre (1939-1940 à 1944-1945)
Les saisons 2019-20 et 2020-21 ont été raccourcies en conséquences de la crise sanitaire du COVID-19.

### Palmarès
Le palmarès du club se compose d'un titre de champion du Languedoc-Roussillon, de quatre victoires en Coupe du Languedoc-Roussillon et de quatre victoires en Coupe de l'Hérault.
| Compétitions nationales | Compétitions régionales |
| - Championnat de France Amateur 2 - Meilleur classement : 7e en 2003. - Coupe de France - Meilleure performance : 1/16e de finaliste en 1925. | - Division d'honneur du Languedoc-Roussillon (1 titre) - Champion : 1999. - Coupe de la Ligue du Languedoc-Roussillon (3 titres) - Vainqueur : 1989, 1993, 1994. - Coupe de l'Hérault (4 titres) - Vainqueur : 1984, 1989, 1994, 1999. - Coupe du Languedoc (1 titre) - Vainqueur : 1947. |

## Structures du club
| \| Stade Fernand BrunelStade Dassargues \| Emplacement des stades à Lunel. |
| Stade Fernand BrunelStade Dassargues                                       |

### Stades
Le stade principal du club est le stade Fernand Brunel situé au 370 Rue du Jeu de Mail à Lunel le club évolue aussi au stade Dassargues situé au Chemin de Dassargues à Lunel.

### Équipe administrative et sportive[8]
Président : Pascal MARTIN
Secrétaire général : David Dugaret
Trésorier : Marc Valentin
Équipe sportive sénior :
Nicolas LEBELLEC

## Personnalités

### Joueurs
Le stade principal porte le nom de Fernand Brunel, ancien joueur joueur du club qui compte une sélection pour deux buts en équipe de France (1926) alors qu'il évolue au club.
Anciens joueurs du club ayant fait une carrière professionnelle :
| - Norbert Carmona - Manuel Amoros - Tagro Baléguhé - Bernard Blaquart - Fernand Brunel - Laurent Castro - Christian Coste - Pascal Fugier - Omar Belbey - Pierre Mosca | - Bruno Devot - Kader Ferhaoui - Ludovic Jeannel - Auguste Kramer - Edmond Kramer - Georges Kramer - Luis Satorra - Yassin El-Azzouzi - Sébastien Fidani | - Didier Martel - Édouard Crut - Stéphane Mazzolini - Grégory Meilhac - Georges Peyroche - Philippe Sirvent - Angelo Hugues |

### Entraîneurs
- 1969-1970 :  Georges Peyroche
- 1984-1986 :  Jean Louis Bernard
- 1986-1991 :  Bernard Blaquart
- 1998-2004 :  Bernard Blaquart
- 2004-2006 :  Pascal Fugier
- 2006-2007 :  Luis Satorra
- 2008-2012 :  Philippe Sirvent
- 2012-2014 :  Brice Barrandon
- 2014-2018 :  Philippe Sanchez
- 2018-2019 :  Anthony Babikian
- 2019-2023 :  Philippe Sanchez / Lionel Gelly
- 2023-         :  Nicolas Le Bellec[8]

### Autres équipes
Les équipes de jeunes évoluent aux niveaux de la Ligue d'Occitanie et du district de l'Hérault.
| Compétitions nationales                                               | Compétitions régionales |
| - U15 - Champion : 1998/99 - Coupe Gambardella - 16e de finale : 1996 | - U15 - Champions : 1983, 1986 - Coupe de la Ligue du Languedoc-Roussillon espoirs (2 titres) - Vainqueur : 1998, 2001. - Coupe de la Ligue du Languedoc-Roussillon (autres) (4 titres) - Vainqueur : 1997, 2000, 2001, 2011. - Coupe de l'Hérault (5 titres) |